# Калинівка (Сахновецька сільська громада)
Кали́нівка (МФА: [kɐˈɫɪɲiu̯kɐ] ( прослухати)) — село в Україні, у Сахновецькій сільській громаді Шепетівського району Хмельницької області. Населення становить 66 осіб (2001).

## Географія
Калинівка знаходиться в центральній частині громади. За характером рельєфу район являє собою рівнину.
Вздовж села, з північної частини протікає постійний струмок Ружанка. Ружанка є штучним об'єктом дренажної системи побудованої за часів СРСР, для осушення земель селянських господарств населення та колгоспу.
Струмок складається з двох основних частин, які беруть витік в болотах північно-східної частини села (висота витоку 276 м.) та біля Пильковецького лісу (284 м.), що 1.5 км на північ.
Довжина струмка 2.5 км з північного сходу на південний захід. Гирло річка Хомора. Падіння струмка 24 метри.

## Населення

### Мова
Розподіл населення за рідною мовою за даними перепису 2001 року:
| Мова       | Кількість | Відсоток |
| ---------- | --------- | -------- |
| українська | 65        | 98.48%   |
| російська  | 1         | 1.52%    |
| Усього     | 66        | 100%     |